# Abbazia di Basse Fontaine
L'abbazia di Basse-Fontaine è un'antica abbazia dell'Ordine premonstratense, sita nel comune di Brienne-la-Vieille, sulla riva destra dell'Aube, nella diocesi di Troyes, contea di Champagne. Essa si trova nel bosco di Brienne a circa due chilometri a sud-ovest di Brienne-le-Château e a quaranta chilometri a est di Troyes. Appartiene al dipartimento dell'Aube ed è relativamente vicina al Castello di Brienne.

## Storia
Figlia dell'abbazia di Beaulieu, potrebbe essere stata fondata il 22 gennaio 1143 con un chirografo del conte Gualtieri II di Brienne poiché l'obituario di Prémontré non conta più di 600 anni d'anzianità e l'anniversario al 31 marzo.
Essa fu creata su richiesta di Gualtieri II, Conte di Brienne, che ammirava molto la pietà di questi monaci e che amava cacciare in questo bosco vicino al suo castello. Egli li invitò quindi a prendere qualche angolo in piena foresta, verso una bella fontana che ispirò il suo nome all'abbazia, allo scopo di averli vicini a lui, poiché trovava troppo lontana Beaulieu. Egli fece costruire nella loro chiesa una cappella dedicata a Santa Caterina, dove andava a pregare e a sentir messa prima di andare a caccia. 
Dal 1166 l'abbazia aveva una comunità femminile di Norbertine che si trovava presso Brienne. Le donazioni della famiglia di Brienne si estesero al granaio Nuisement ad Aujon, nel 1161, a quello di Brienne-la-Vieille nel 1210, ai duecento arpenti di bosco a Wèvre nel 1231... Ma anche il vescovo di Langres, che donò nel 1146 la decima di Vitry-le-Croisé, Jacques signore di Chacenay donò una decima a Bligny e la sua consorte un granaio a Vitry-le-Croisé.
Pierre d'Arcis, vescovo di Troyes, riconobbe tra le reliquie dell'abbazia il dito di san Giovanni il Battista, che alla distruzione dell'abbazia fu traslato nella chiesa di Brienne-la-Vieille.
Alcune personalità chiesero anche di riposare nell'abbazia, come Jehan de Brienne, morto nel 1293. A seguito dell'editto reale del 1768 sulla riforma delle case religiose, il capitolo nazionale dell'Ordine Premonstratense del 16 settembre 1770, ne decise la soppressione. Essa fu riunita, con i suoi tre religiosi rimasti, a quella di  Beaulieu con l'accordo del suo ultimo abate Louis-Marie-Athanase de Loménie de Brienne il 19 febbraio 1773.
L'edificio divenne allora una fattoria che è stata iscritta tra i monumenti storici di Francia nel 1926.

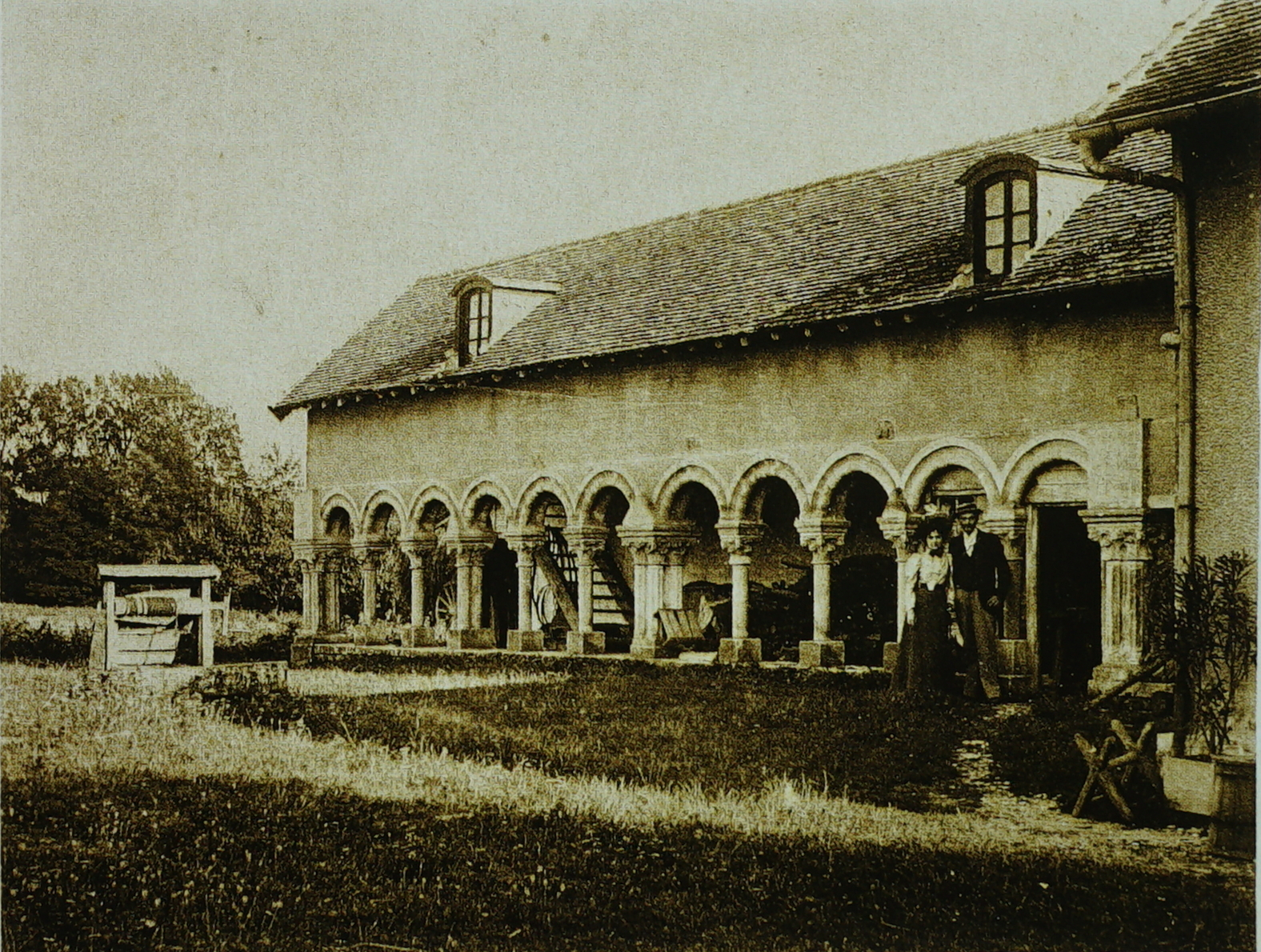
Giardino e colonnata.

### Personalità
Il Cavaliere di Brienne, sorvegliante della fiera di Champagne, che fece dono di ciò che egli aveva nella fattoria di Brienne-la-Vieille, fu inumato al centro del coro con il seguente epitaffio:
(Epitaffio sulla tomba del Cavaliere di Brienne nella chiesa dell' Abbazia si Bassefontaine)